# Aymara Lorenzo
Aymara Lorenzo Ferrigni (sinh ngày 26 tháng 12 năm 1972, Caracas) là một nhà báo và nhà sản xuất nghe nhìn của Venezuela.
Cô làm việc cho kênh truyền hình Globovisión.